# 2590 Mourão
2590 Mourão è un asteroide della fascia principale. Scoperto nel 1980, presenta un'orbita caratterizzata da un semiasse maggiore pari a 2,3425007 UA e da un'eccentricità di 0,1181739, inclinata di 6,13133° rispetto all'eclittica.
L'asteroide è dedicato all'astronomo brasiliano Ronaldo Rogério de Freitas Mourão.